# Mia Maria Back
Mia Maria Back (født 12. juli 1982) en dansk tidligere skuespillerinde og nuværende lærerinde.

## Filmografi
Spillefilm
De største helte (1996)
Serier
- TV3-serien Hvide løgne (1998-2001) – Sofie Olsen
- Finn'sk fjernsyn (1999, 2001)

I 2002 medvirkede hun i Gabriels ord.